# Blaze (novela)
Blaze es una novela policíaca escrita por Stephen King bajo el seudónimo de Richard Bachman. King anunció en su website que la "encontró" en un ático. De hecho, fue escrita antes que Carrie y el escritor ofreció el borrador original de la novela a su editor al mismo tiempo que El misterio de Salem's Lot. Blaze se convirtió en una "novela de baúl". Recientemente, King reescribió el manuscrito y ofreció la publicación en 2006.

## Sinopsis
Con la ayuda de un muerto, Blaze ha logrado perpetrar el crimen del siglo.
Clay Blaisdell, llamado Blaze por todos, mide dos metros y pesa ciento treinta y seis kilos. Es un verdadero gigante. Sin embargo, hasta conocer a George Rackley nunca había hecho nada grande. George le enseñó cien maneras de estafar a la gente e ideó para él un plan ambicioso: secuestrar a un niño rico.
La familia Gerard es multimillonaria y el nuevo retoño del clan valdrá muchos de estos millones. Solo hay un problema: cuando llega el momento de ponerlo todo en marcha, George, el cerebro de la operación (y de todo lo que hacen), muere.
O quizá no. Por eso Blaze se encuentra huyendo desesperado de una tormenta y de la policía. Ha conseguido raptar al bebé, pero el secuestro se ha convertido en una carrera contrarreloj a
través de los bosques infernales de Maine...